# Claës-Axel Wersäll
Claës-Axel Wersäll (Irsta, 1888. június 26. – Djursholm, 1951. február 12.) olimpiai bajnok svéd tornász.
Részt vett az 1912. évi nyári olimpiai játékokon, és tornában a svéd rendszerű csapat összetettben aranyérmes lett.
Klubcsapata a Västerås GF volt.
Testvére, Gustaf Wersäll olimpikon öttusázó. Másik testvére, Ture Wersäll olimpiai bronzérmes kötélhúzó.